# Incompatibilisme

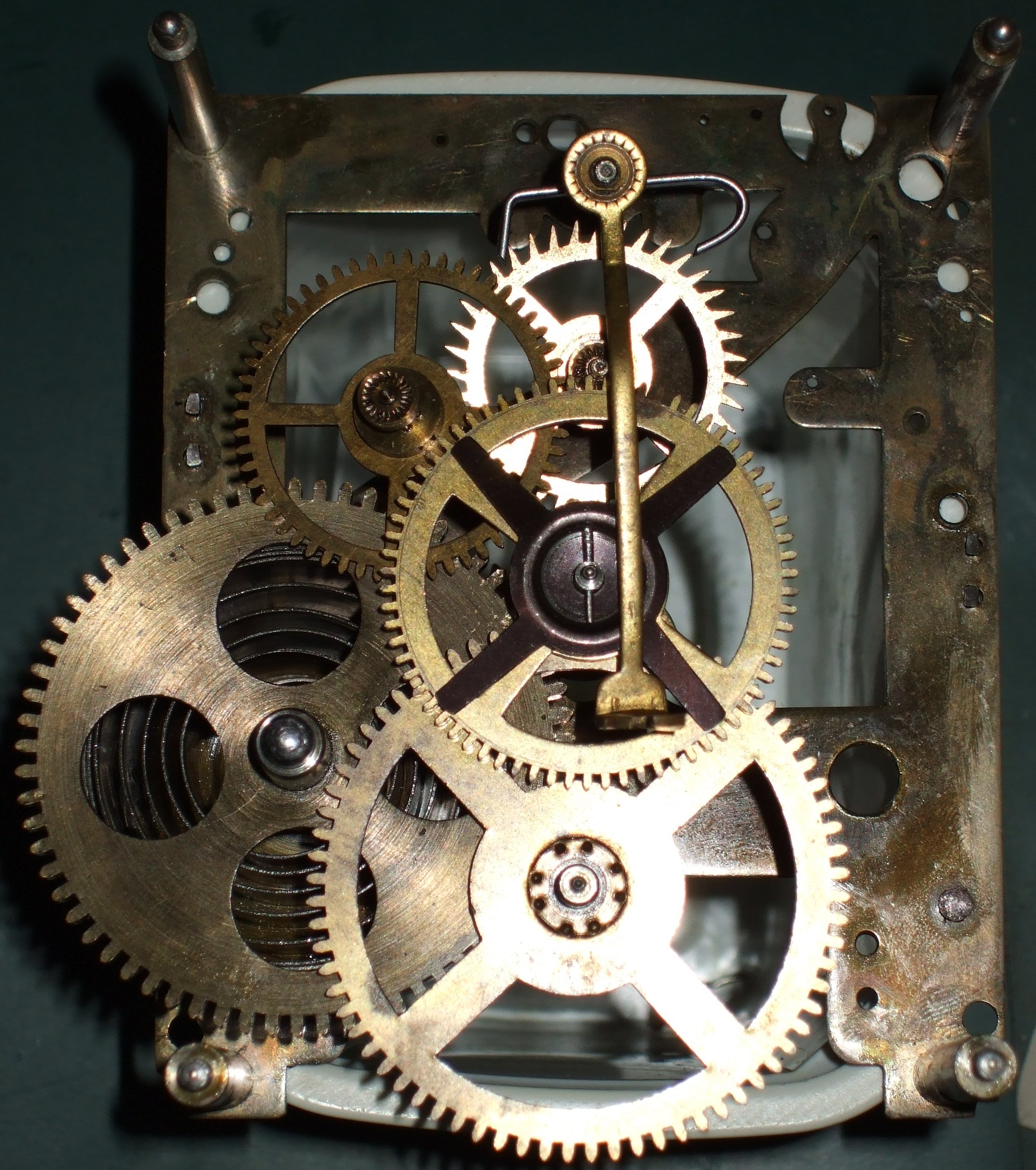
Les incompatibilistes s'accordent sur le fait que le déterminisme ne laisse aucune place au libre arbitre.

L'incompatibilisme est une thèse métaphysique selon laquelle un univers déterministe est incompatible avec l'existence du libre arbitre. Selon l'incompatibilisme, il existe une incompatibilité entre déterminisme et libre arbitre qui amène nécessairement les philosophes à choisir entre l'un et l'autre.
Parmi les philosophes qui soutiennent cette thèse, ceux qu'on appelle les philosophes libertariens (à ne pas confondre avec les libertariens politiques) ne pensent pas que l'univers soit déterministe ; les déterministes "durs" ne pensent pas que le libre arbitre existe, et les incompatibilistes pessimistes (ou incompatibilistes "durs") pensent que l'univers n'est pas déterministe et que, malgré cela, le libre arbitre n'existe pas. 
L'incompatibilisme s'oppose au compatibilisme, qui rejette la dichotomie déterminisme-libre arbitre. Les compatibilistes soutiennent que le déterminisme n'empêche pas la liberté d'action.